# Episodi di Sons of Anarchy (quarta stagione)
La quarta stagione della serie televisiva Sons of Anarchy, composta da 14 episodi, è stata trasmessa negli Stati Uniti per la prima volta dall'emittente via cavo FX dal 6 settembre al 6 dicembre 2011.
In Italia, la stagione è andata in onda in prima visione sul canale satellitare Fox dal 19 novembre 2012 al 4 marzo 2013.
| nº | Titolo originale      | Titolo italiano                | Prima TV USA      | Prima TV Italia  |
| -- | --------------------- | ------------------------------ | ----------------- | ---------------- |
| 1  | Out                   | Fuori                          | 6 settembre 2011  | 19 novembre 2012 |
| 2  | Booster               | Il cartello                    | 13 settembre 2011 | 26 novembre 2012 |
| 3  | Dorylus               | Votazioni                      | 20 settembre 2011 | 3 dicembre 2012  |
| 4  | Una Venta             | I giardini della vendetta      | 27 settembre 2011 | 11 dicembre 2012 |
| 5  | Brick                 | Menzogne del passato           | 4 ottobre 2011    | 18 dicembre 2012 |
| 6  | With an X             | Traditori                      | 11 ottobre 2011   | 7 gennaio 2013   |
| 7  | Fruit for the Crows   | Voce grossa                    | 18 ottobre 2011   | 14 gennaio 2013  |
| 8  | Family Recipe         | Ricetta di famiglia            | 25 ottobre 2011   | 21 gennaio 2013  |
| 9  | Kiss                  | L'uomo giusto                  | 1º novembre 2011  | 28 gennaio 2013  |
| 10 | Hands                 | Una mano sporca l'altra        | 8 novembre 2011   | 4 febbraio 2013  |
| 11 | Call of Duty          | Il prezzo da pagare            | 15 novembre 2011  | 11 febbraio 2013 |
| 12 | Burnt and Purged Away | Verità bruciate                | 22 novembre 2011  | 18 febbraio 2013 |
| 13 | To Be (Part 1 e 2)    | Essere (Prima e seconda parte) | 29 novembre 2011  | 25 febbraio 2013 |
| 14 | To Be (Part 1 e 2)    | Essere (Prima e seconda parte) | 6 dicembre 2011   | 4 marzo 2013     |

## Fuori
- Titolo originale: Out
- Diretto da: Paris Barclay
- Scritto da: Kurt Sutter

### Trama
I SAMCRO vengono rilasciati, dopo 14 mesi di carcere tornano a Charming dove incontrano il nuovo sceriffo e un procuratore generale. Gli ufficiali stanno creando una task force segreta per incastrarli con il traffico di armi messo in piedi assieme ai russi. Nel frattempo Opie e Lyla si sposano e Jax fa la proposta di matrimonio a Tara.

## Il cartello
- Titolo originale: Booster
- Diretto da: Guy Ferland
- Scritto da: Dave Erickson e Chris Collins

### Trama
Clay e Jax incontrano il loro nuovo contatto messicano, Romero Parada, con cui stringono un accordo per il trasporto di armi e cocaina. Clay chiede a Jax il suo aiuto per approvare il patto nel club in cambio della sua libertà quando abbandonerà il comando. Gemma cerca tra le cose di Tara e trova le lettere di John Teller. Dopo la distruzione della stanza delle riunioni nella sede dei Sons da parte di Roosevelt, Tara riesce a sollevare il morale di tutti annunciando il suo fidanzamento ufficiale con Jax.

## Votazioni
- Titolo originale: Dorylus
- Diretto da: Peter Weller
- Scritto da: Regina Corrado e Liz Sagal

### Trama
Ai SAMCRO viene rubato un carico di armi che viene recuperato solo con l'aiuto di una ricettatrice. Gemma affronta Tara riguardo alle lettere di John Teller, e poi scopre i nuovi traffici del club finendo per litigare con Clay. Il club vota per l'accordo con il cartello.

## I giardini della vendetta
- Titolo originale: Una Venta
- Diretto da: Billy Gierhart
- Scritto da: Kurt Sutter e Marco Ramirez

### Trama
I SAMCRO arrivano in Arizona per smerciare le armi e incontrano un chapter amico: i SAMTAZ. Gemma cerca di stringere amicizia con Rita, la moglie dello sceriffo. In Arizona il club scopre di essere pedinato dalla task force che si sta occupando di loro e hanno difficoltà a concludere la consegna con il Cartello. Piney avvicina Tara e le chiede aiuto per rimettere in sesto il club.

## Menzogne del passato
- Titolo originale: Brick
- Diretto da: Paris Barclay
- Scritto da: Dave Erickson e Bradley Dahl

### Trama
Clay viene ricattato da Piney e dovrà far saltare l'accordo con il cartello in cambio delle lettere di John Teller. Otto chiede al club di trovare l'assassino di sua moglie. Juice viene costretto dallo sceriffo a fare la spia.

## Traditori
- Titolo originale: With an X
- Diretto da: Guy Ferland
- Scritto da: Chris Collins] e Regina Corrado

### Trama
Juice prova sensi di colpa per aver sottratto la cocaina quando due ragazzi del club vengono incolpati. Tig riceve la visita di sua figlia che gli estorce del denaro con una menzogna. Lyla scopre la storia di Ope con la porno attrice e quando discutono lei gli rivela di aver abortito suo figlio. Mentre Juice rimette la cocaina al suo posto per evitare che i ragazzi vengano uccisi viene scoperto da Miles ed è costretto a ucciderlo. Intanto, Clay si accorda con Romeo Parada per far assassinare Tara.

## Voce grossa
- Titolo originale: Fruit for the Crows
- Diretto da: Gwyneth Horder-Payton
- Scritto da: Kurt Sutter e Liz Sagal Collins

### Trama
Mentre i Sons cominciano il loro business in uno dei laboratori per la droga di Alvarez, il club incontra delle difficoltà sia con la lettera con le minacce di morte di Tara sia per l'attacco contro i Mayans. Bobby, scontento per la piega che hanno preso gli eventi, indice una votazione per un nuovo presidente. Juice è messo alle strette dal piano di Linc Potter e compie una mossa disperata.